# Властимир Ковачевић
Властимир Ковачевић, (Слатина код Уба, 1893. – 1915/1918, логор Нежидер, Аустроугарска) био је земљорадник и учесник Првог светског рата. Носилац је Златног војничког ордена Карађорђеве звезде са мачевима

## Биографија
Властимир Ковачевић, рођен је у селу Слатина код Уба, 1893. године од оца Драгомира и мајка Драгиње, пољопривредника средњег имовног стања. После завршене основне школе у Докмиру остао је код куће и бавио се традиционалним пољопривредним пословима.

### Ратно искуство
Од 1913. године, односно од Другог балканског рата, Ковачевић активно је учествовао је у многим борбеним окршајима. Као редов IV чете II батаљона XVII пешадијског пука Дринске дивизије I позива починио је више подвига. Одликован је Златним војничким орденом Карађорђеве звезде са мачевима. О томе је објављен указ ФАО 11124, од 15. јуна 1915. године. Ово високо ратно одликовање добио је пошто је приликом продора непријатељске војске на Гучеву изнад Лознице, у јесен 1914. године, устао из рова и храбрио своје другове говорећи им да се не плаше противничких војника. Истовремено је из стојећег става непрекидно отварао ватру по противничким положајима и наносио им велике губитке. Приликом одступања наше војске, октобра 1915. године, заробљен је и спроведен у мађарски логор Нежидер, где је и умро и покопан.
Пошто је млад умро није се ни женио, тако да нема потомака. Имао је сестру Живку, која се удала за Светислава Ковачевића из Слатине са којим је изродила пет синова.